# Mondial (stoel)
De Mondial of Model 117/217 is een stoel, ontworpen door vader en zoon Gerrit en Wim Rietveld in 1956-57 en op de markt gebracht door het bedrijf Gispen.

## Geschiedenis
Wim Rietveld, de zoon van Gerrit Rietveld, was van 1953 tot 1957 ontwerper bij het meubelbedrijf Gispen. Op dat moment had Willem Gispen het bedrijf reeds verlaten. In 1956-57 ontwierpen vader en zoon samen een speciale stoel, de Mondial, speciaal voor het Nederlandse paviljoen van Expo 58 in Brussel, de eerste wereldtentoonstelling na de Tweede Wereldoorlog. Hieraan heeft de stoel haar naam te danken. Gerrit Rietveld was verantwoordelijk voor het ontwerp terwijl Wim de technische ontwikkeling op zich nam.
De Mondial werd een stapelbare en koppelbare stoel, met een plaatstalen frame en een zitting die uit een plaat aluminium gevouwen moest worden. De poten vormen in zijaanzicht een K-patroon; de poten ontmoeten elkaar aan de achterkant van de zitting en zijn bevestigd aan een stalen buis van 25mm doorsnede. Er is een versie mét en zonder bakelieten armliggers, respectievelijk Gispen Model 217 en 117.
In 1957 werd de stoel al gepresenteerd op de Triënnale van Milaan, waar het ontwerp bekroond werd met een gouden medaille.
In de jaren 1950 waren de technische productiemogelijkheden nog beperkt. Daardoor was de stoel nog vrij instabiel; bovendien was een kuipzitting uit aluminium erg krasgevoelig. Tegen de zin van Gerrit en Wim Rietveld besloot de firma Gispen de stoel in productie te nemen met een polyester kuip in wit, geel, blauw en antraciet. Naar aanleiding van deze beslissing verliet Wim Rietveld het bedrijf.
De stoel was geen commercieel succes. Op Expo 58 waren vermoedelijk zo'n vijftien witte polyester Mondialstoelen te zien en volgens een Gispenmedewerker moeten in totaal zo'n 250 exemplaren verkocht zijn. Momenteel zijn slechts een twintigtal exemplaren uit die periode bekend. Pas na de eeuwwisseling werd het technisch mogelijk om het ontwerp goed uit te voeren. In 2006 heeft Gispen de stoel, deze keer met aluminium zitting, opnieuw in productie genomen.

## Publieke collecties
De Mondialstoel is opgenomen in de designcollecties van een aantal musea. In Nederland bezitten onder andere het Stedelijk Museum, het Centraal Museum en het Rijksmuseum een Mondial. Het Museum Boijmans Van Beuningen heeft een zeldzaam rood exemplaar in de collectie.